# Nicolas Demidoff

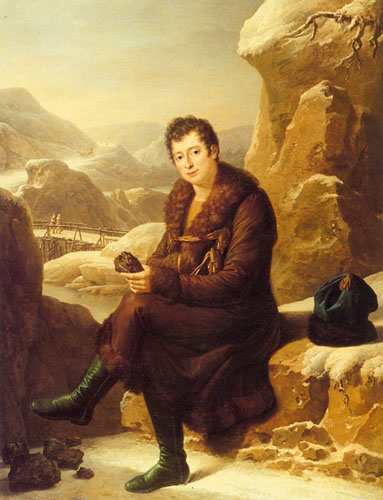
Portrait de Nicolas Demidoff par Salvator Tonci, Saint-Pétersbourg, Musée russe

Nikolaï (Nicolas) Nikititch Demidoff est un industriel et mécène russe, né le 9 novembre 1773 (20 novembre dans le calendrier grégorien) et mort le 22 avril 1828 (4 mai dans le calendrier grégorien), à Florence, (Italie).

## Biographie

Élisabeth Alexandrovna Stroganoff, par Robert Lefèvre (vers 1800-1805), Musée de l'Ermitage, Saint-Pétersbourg, Russie

Fils de Nikita Akinfievitch Demidoff (1724-1786) et de sa troisième épouse Alexandra Safonova, Nicolas Demidoff hérita à quinze ans de l'empire industriel de son père. Il se mit à dépenser de manière si inconsidérée que le Gouvernement dut le placer sous curatelle.
En septembre 1795, il épousa la baronne Élisabeth Alexandrovna Stroganoff (1779-1818) dont il eut deux fils : Pavel (Paul) (1798-1840) et Anatoly (Anatole) (1812-1869).
Nicolas Demidoff entra dans la diplomatie et le jeune ménage s'installa à Paris où tous deux soutinrent ardemment Napoléon Ier. Ils logent alors dans l'hôtel de Brancas-Lauragais, à l'angle de la rue Taitbout et du boulevard des Italiens. Mais la montée des tensions entre la France et la Russie entraîna le rappel de Nicolas qui rentra en Russie en 1812 et s'installa à Moscou. Il se distingua durant la guerre russo-turque (1806-1812). Après la naissance d'Anatole en 1812, ils se séparèrent et elle retourna vivre à Paris où elle mourut le 8 avril 1818. Sa sépulture se trouve à Paris, au cimetière du Père-Lachaise, (19e division).
En 1812, après le début de la campagne de Russie, Nicolas Demidoff finança la création d'un régiment d'infanterie dont il prit le commandement.

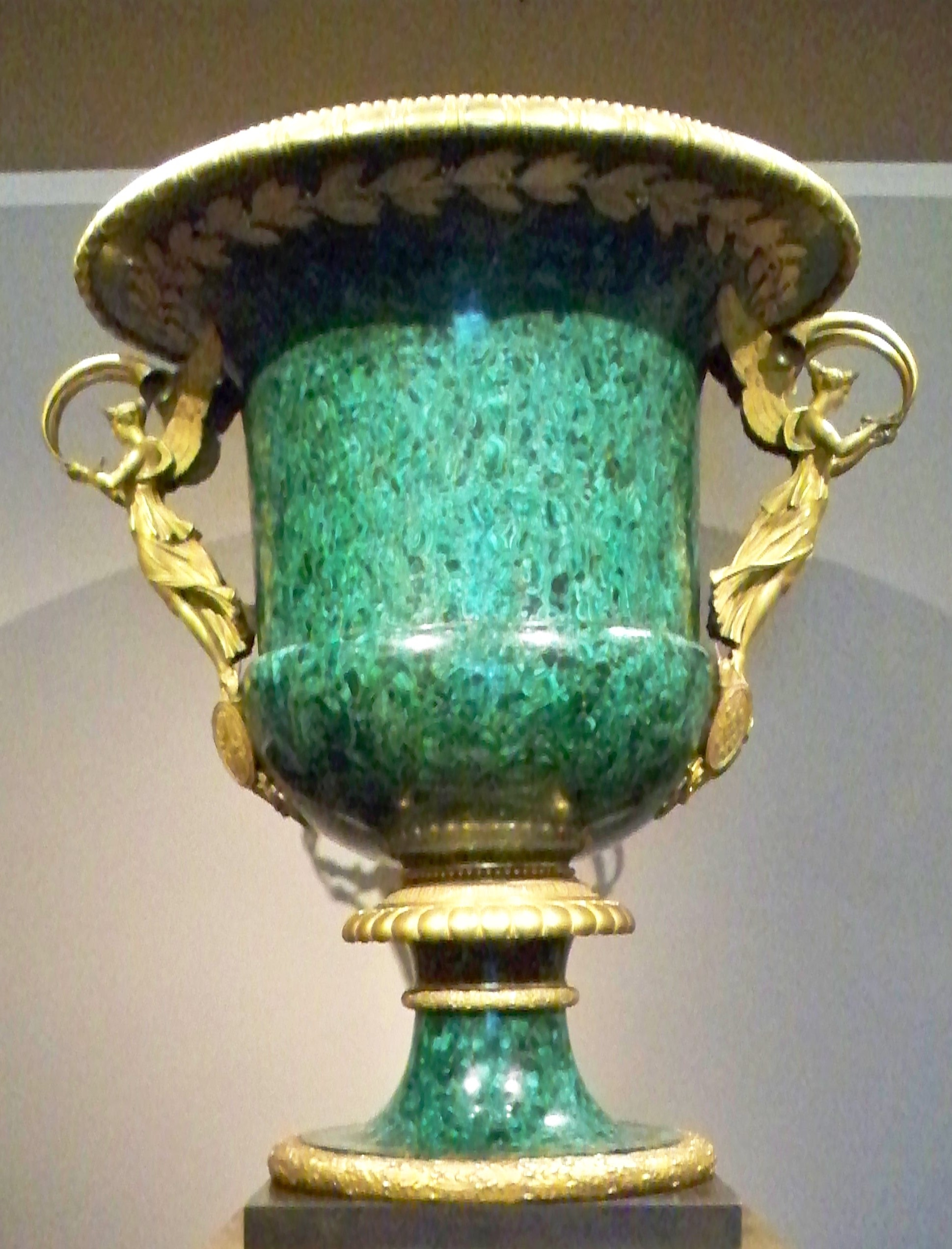
Le vase Demidoff, de style Empire, (1819), Metropolitan Museum of Art, New York, fondeur Pierre-Philippe Thomire

En 1813, il fit don au musée minéralogique de Moscou d'importantes collections pour remplacer celles qui avaient été perdues dans l'incendie de la métropole russe et donna également à l'Université de Moscou d'importantes collections d'art. Il finança également la construction de quatre ponts à Saint-Pétersbourg.
Avec l'âge, Nicolas Demidoff devint lui aussi un industriel avisé. Il modernisa l'infrastructure technique de ses usines et doubla sa fortune. Il dota sa patrie de plusieurs industries, y créa des établissements d'utilité publique, perfectionna l'exploitation des mines, et particulièrement la mine de malachite de Nijni Taguil, Iekaterinbourg, Oural, Mine Mednoroudiansky (’minerai de cuivre’), où un filon de 250 tonnes y sera découvert. Le plus gros bloc de malachite qui ait été trouvé dans cette mine pesait 40 tonnes. Par l'exploitation minière de malachite, Nicolas Demidoff se constitua un revenu qui s'élevait à 5 millions de roubles,.
C'est lui qui acclimata en Crimée les vignes de Bordeaux et de Champagne, ainsi que l'olivier de Lucques.
Nicolas Demidoff fut chambellan du tsar, commandeur de l'ordre de Saint-Jean de Jérusalem et membre du conseil privé.
En 1814, il acheta à l'Église catholique 42 hectares de terrains marécageux au nord de Florence, afin d'y établir sa résidence et la construction d'un palais : la villa San Donato.
Il finança également la création d'écoles, d'hôpitaux et autres institutions charitables en Toscane. À San Donato, il créa un théâtre, une académie de langues étrangères.
Stendhal raconte que, lors d'un séjour à Rome au palais Ruspoli, Demidoff fit venir une troupe de comédiens français dont une pièce offensa les autorités religieuses ; ce scandale l'empêcha de mener à bien un projet de déblaiement du Forum, alors couvert de plusieurs mètres de terre.
En 1819, il commanda au sculpteur-fondeur français Pierre-Philippe Thomire, « Le vase Demidoff », de style Empire, en placage de malachite (provenant de sa mine d'Oural), monté en or moulu, haut de 1,715 mètre.
En 1819, il fut nommé ambassadeur de Russie auprès de la cour de Toscane et s'installe à Florence, au Palazzo Serristori. Sur le terrain acheté en 1814, il le fait aménager à partir de 1822, et construire la villa San Donato, de 1827 à 1831. Elle comprenait, outre des appartements privés richement meublés, une suite de quatorze salles abritant une énorme collection d'art, constituant un véritable musée (la Collection Demidoff).
Sa collection d'œuvres d'art était répartie entre ses résidences de Paris, Moscou, Saint-Pétersbourg et San Donato, était alors réputée la plus importante d'Europe; elle comptait des maîtres flamands et italiens, des arts décoratifs, et une célèbre série d'armes, aujourd'hui conservée à la Wallace Collection à Londres.
Sa collection de statues grecques et romaines se trouve au Musée de l'Ermitage à Saint-Pétersbourg.
Par décret du 23 février 1827, le grand-duc Léopold II de Toscane le fit « comte de San Donato », pour services rendus au Grand-Duché de Toscane, pour la création d'une manufacture de soieries, et pour l'utilisation de ses ressources financières à améliorer l'action humanitaire à Florence.
Il passa ses dernières années en France et en Italie, vivant dans la société des savants et répandant autour de lui d'innombrables bienfaits.
Il décédera le 22 avril 1828, à Florence, et ses fils hériteront de son empire industriel qu'il avait bâti en Russie : armes, munitions, forges et aciéries, mines de malachite, avec quinze villages-usines et neuf usines dans l'Oural. Durant son mandat, il fera croître son empire industriel, de 32 %.
En 1880, au moment de la dispersion des objets d'art de la collection Demidoff, par son fils Paul P. Demidoff, le vase sera acheté par le milliardaire américain William Henry Vanderbilt, qui l'exposera, en 1881, dans le hall du Triple Palais Vanderbilt (en), à New York, (du 640 au 642 de la Cinquième Avenue, palais aujourd'hui démoli). Le vase sera mis en vente en 1944, par la veuve de Cornelius Vanderbilt III (1873-1942), et il pourra être acheté par le Metropolitan Museum of Art, de New York, grâce au mécénat du contre-amiral Frederic R. Harris (en).

## Hommage
À sa mort en 1828, ses fils Paul et Anatole commandèrent au sculpteur Lorenzo Bartolini un monument à sa mémoire à ériger dans le jardin de la villa San Donato. Le monument, en marbre de Carrare, est constitué d'une statue représentant Nicolas Demidoff, entourée de quatre statues allégoriques, représentant les vertus.
Inachevé au décès du sculpteur en 1840, il ne fut terminé qu'en 1871 par son successeur Pasquale Romanelli et installé à la demande de Paul Demidoff, non pas à San Donato, mais au bord de l'Arno, Le monument a été placé dans un carré, connu sous le nom de Il Renaio ou Piazza delle Mulina di San Giorgo. La place a été ensuite dénommée Piazza Demidoff.
Eu égard à la fragilité et la nature du marbre utilisé pour le monument, celui-ci commençait à se détériorer. C'est alors que l'architecte Giuseppe Martelli (it), a été chargé, pour le protéger, de concevoir une verrière, qui évoque un kiosque victorien. Celle-ci a été édifiée en 1911.

Monument Demidoff, Piazza Demidoff à Florence
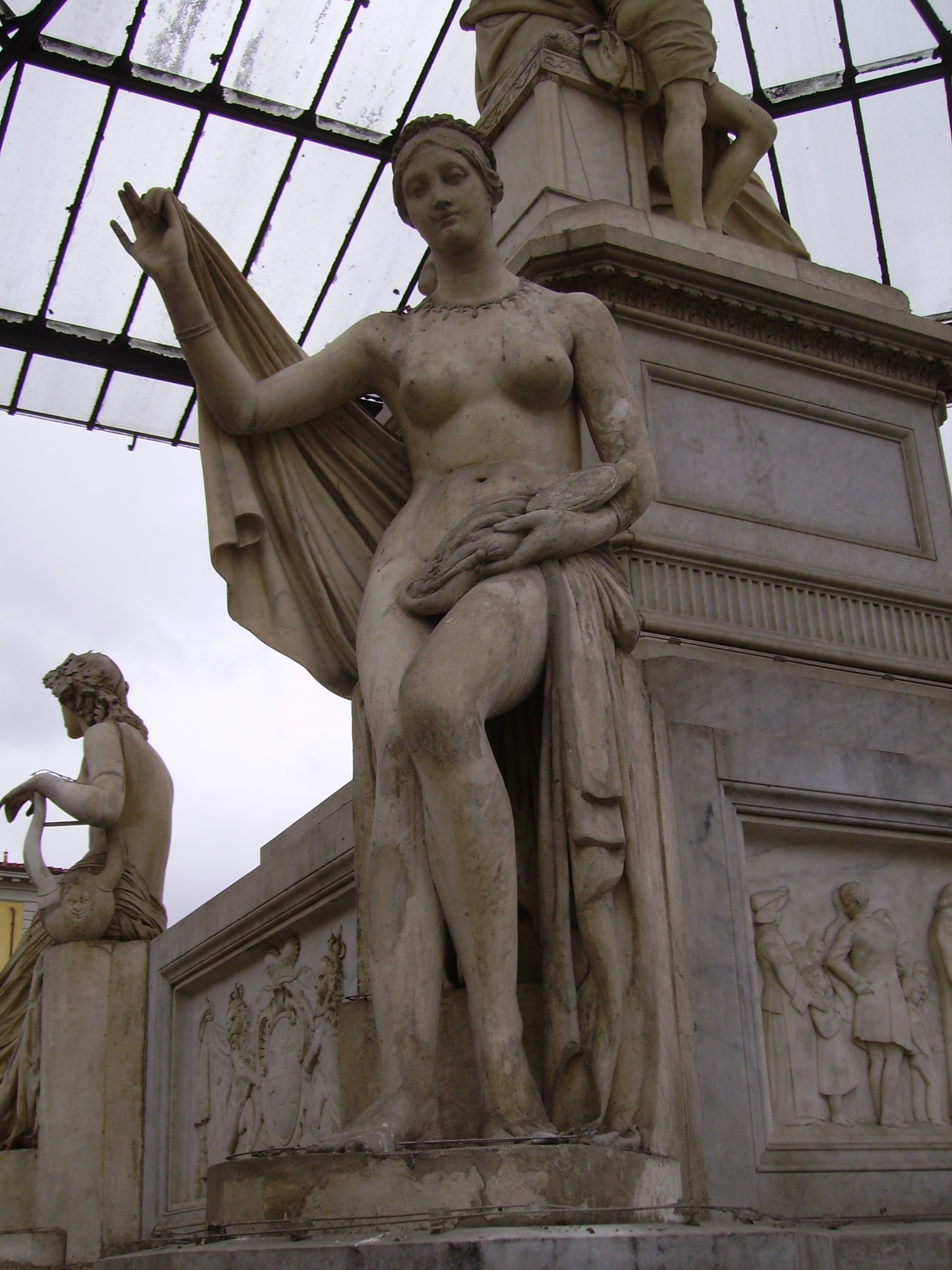
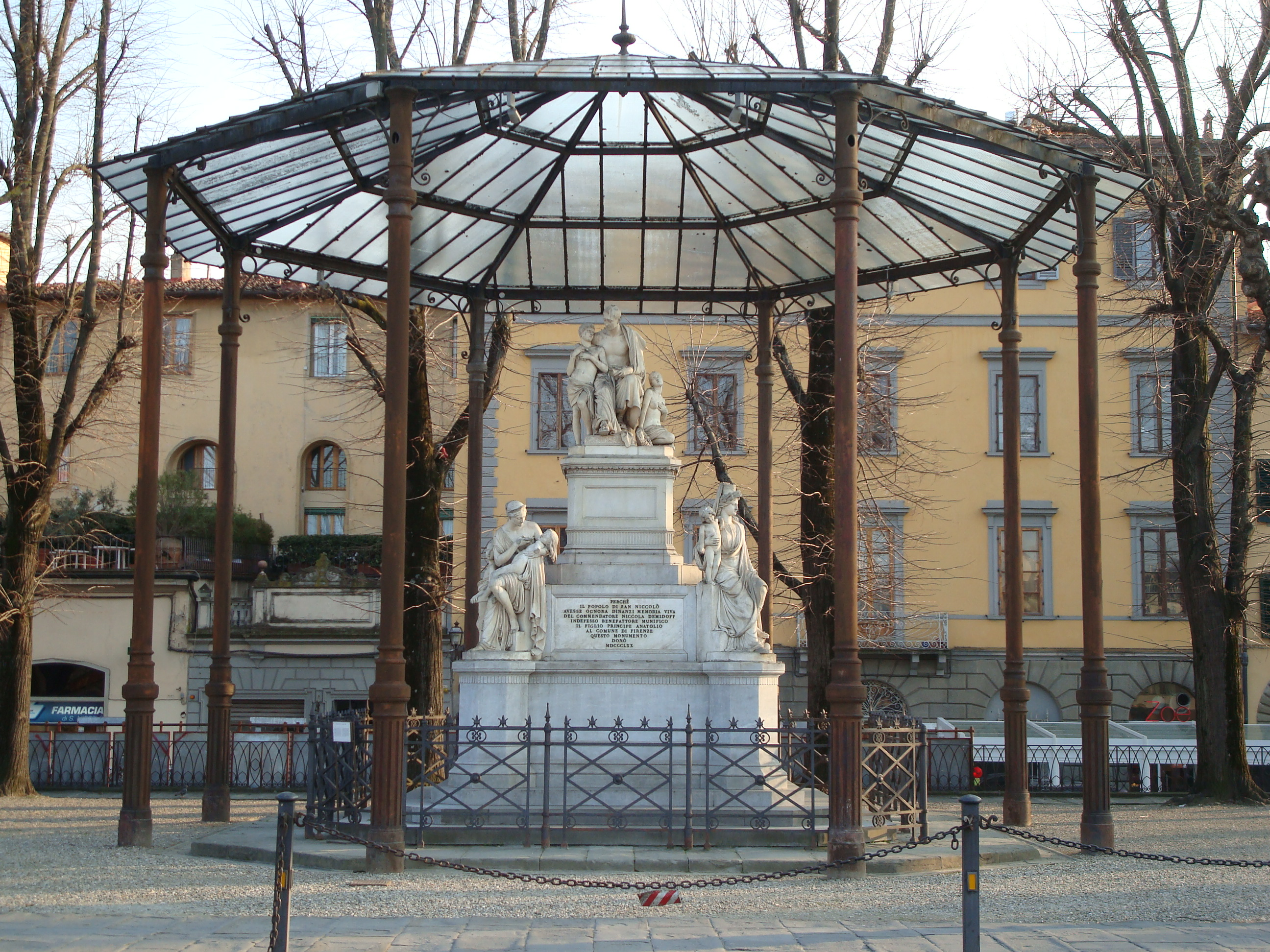